# Szózat
Szózat (węg. "Wezwanie") – węgierska pieśń patriotyczna, traktowana na Węgrzech na równi z hymnem narodowym. 
Utwór ten został napisany przez Mihálya Vörösmartyego (1800–1855) w 1836 – w przeddzień Wiosny Ludów. Stąd dość smutna, wzywająca do walki o ojczyznę atmosfera wiersza. Muzykę do tekstu pieśni skomponował Béni Egressy (1814–1851). 

## Tekst
Szózat
Hazádnak rendületlenűl
Légy híve, oh magyar,
Bölcsőd az s majdan sírod is,
Mely ápol s eltakar.
 
A nagy világon e kívűl
Nincsen számodra hely;
Áldjon vagy verjen sors keze;
Itt élned, halnod kell.
 
Ez a föld, melyen annyiszor
Apáid vére folyt;
Ez, melyhez minden szent nevet
Egy ezredév csatolt.
 
Itt küzdtenek honért a hős
Árpádnak hadai;
Itt törtek össze rabigát
Hunyadnak karjai.
 
Szabadság! Itten hordozák
Véres zászlóidat,
S elhulltanak legjobbjaink
A hosszu harc alatt.
 
És annyi balszerencse közt,
Oly sok viszály után,
Megfogyva bár, de törve nem,
Él nemzet e hazán.
 
S népek hazája, nagy világ!
Hozzád bátran kiált:
„Egy ezredévi szenvedés
Kér éltet vagy halált!”
Az nem lehet, hogy annyi szív
Hiában onta vért,
S keservben annyi hű kebel
Szakadt meg a honért.
 
Az nem lehet, hogy ész, erő,
És oly szent akarat
Hiába sorvadozzanak
Egy átoksúly alatt.
 
Még jőni kell, még jőni fog
Egy jobb kor, mely után
Buzgó imádság epedez
Százezrek ajakán.
 
Vagy jőni fog, ha jőni kell,
A nagyszerű halál,
Hol a temetkezés fölött
Egy ország vérben áll.
 
S a sírt, hol nemzet sűlyed el,
Népek veszik körűl,
S az ember millióinak
Szemében gyászköny űl.
 
Légy híve rendületlenűl
Hazádnak, oh magyar:
Ez éltetőd, s ha elbukál,
Hantjával ez takar.
 
A nagy világon e kívűl
Nincsen számodra hely;
Áldjon vagy verjen sors keze:
Itt élned, halnod kell.